# Museo Arqueológico de Odesa
El Museo Arqueológico de Odesa (en ucraniano: Одеський археологічний музей; en ruso: Одесский археологический музей) es uno de los museos arqueológicos más antiguos de Ucrania, fundado en 1825 por Ivan Blaramberg en la ciudad de Odesa, a orillas del mar Negro. Desde 1883, ocupa su actual y emblemático edificio, diseñado por el arquitecto odesano de origen polaco Feliks Gąsiorowski.

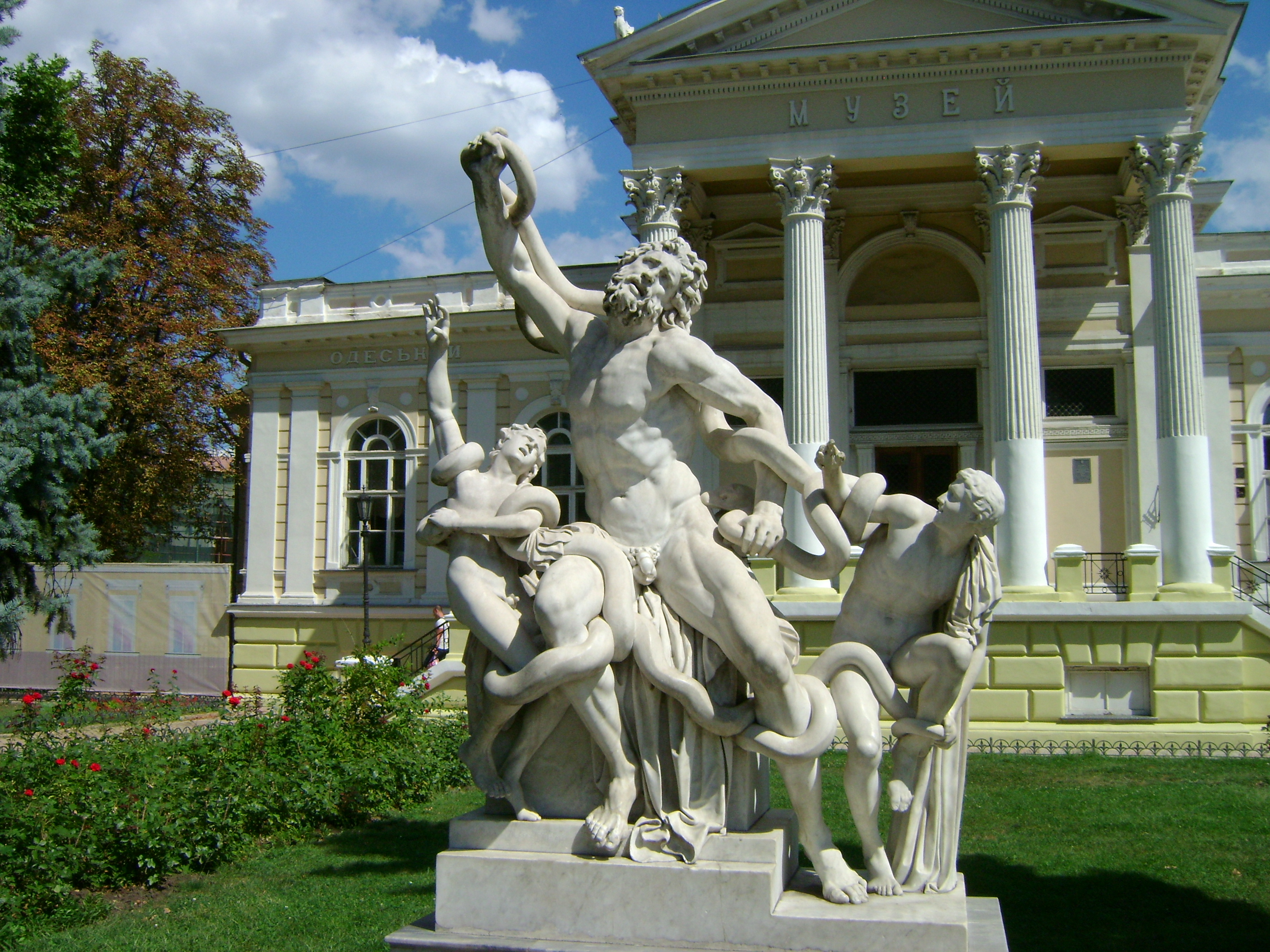
Conjunto de esculturas en torno a Laocoonte, a la entrada del museo

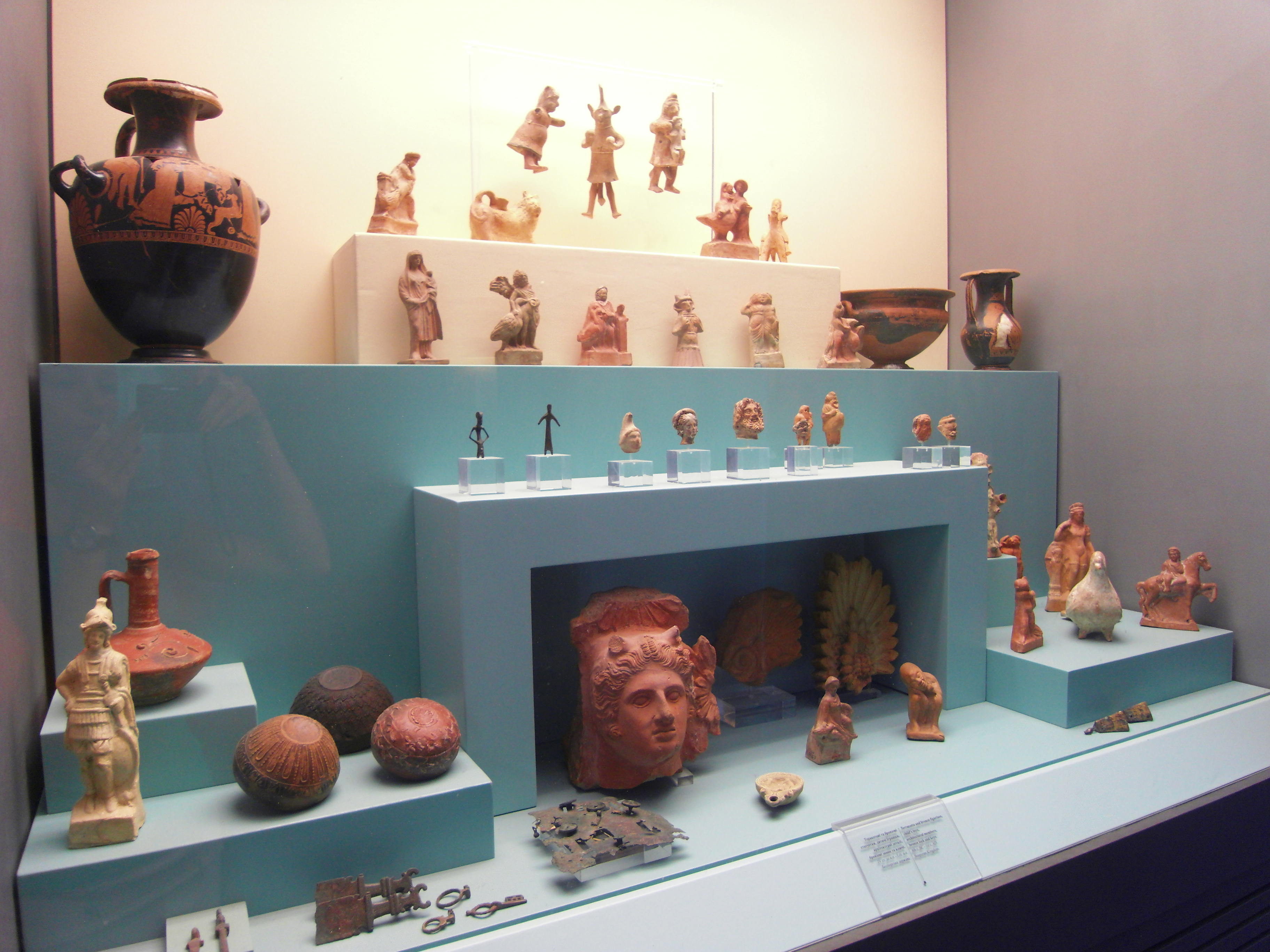
Figuras de terracota y bronce del Reino del Bósforo

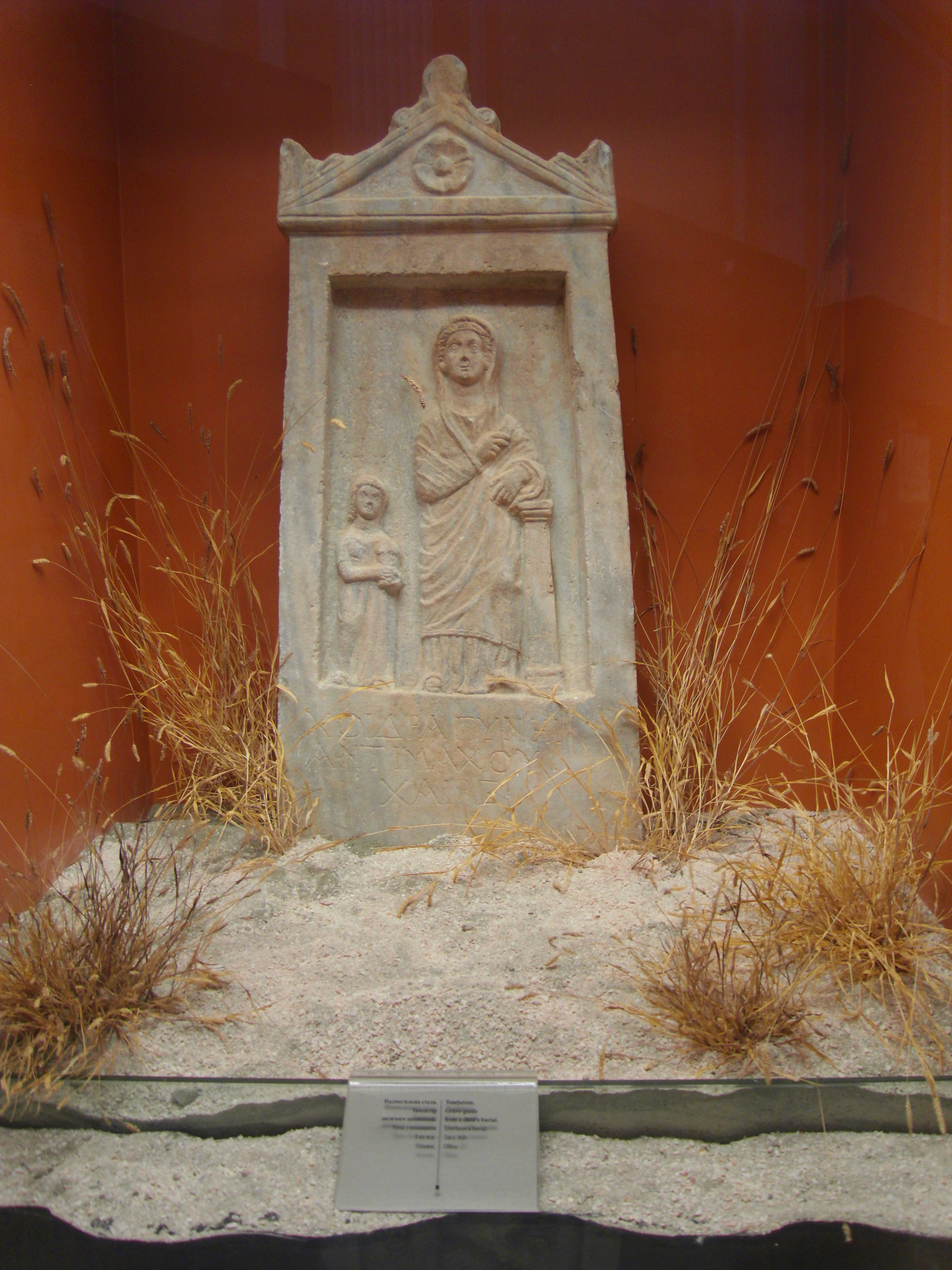
Estela funeraria de la antigua ciudad griega de Olbia, en el mar Negro

## Historia
Inaugurado originalmente con el nombre de Museo Municipal de Antigüedades de Odesa, el desarrollo del museo fue encargado a la Sociedad Imperial de Odesa para la Historia y las Antigüedades, que tenía la licencia para realizar excavaciones por el sur del Imperio ruso. El museo fue dirigido durante décadas (hasta 1913) por el propio Blaramberg.
Durante el período de la Unión Soviética, el museo fue financiado y sus investigaciones respaldadas por las autoridades soviéticas. También después de la caída del telón de acero, el museo recibió apoyo de las instituciones académicas rusas, como en el caso del desarrollo de su base de datos y web corporativa en conjunto con la Academia Nacional de Ciencias de Ucrania y la Fundación Científco-Humanitaria de Rusia.
En 1997, el museo se convirtió además en instituto de investigación arqueológica, especializado en las sociedades primitivas del mar Negro septentrional y en las sociedades medievales en esta región. Aparte de las exposiciones, el instituto se dedica también a reconstrucciones y a la publicación de libros y artículos científicos. Actualmente está gestionado por la Academia Nacional de Ciencias de Ucrania, y sus exhibiciones albergan más allá de material relacionado con la región del sur de Ucrania también colecciones de la Antigüedad clásica de Grecia, Roma, Chipre y Egipto.
En 2008, se inauguró una filial del museo en la isla de las Serpientes. En diciembre de ese año, la colección permanente del museo recibió la designación de Tesoro Nacional del Gobierno de Ucrania (n.º 1345-r). Además, a partir de ese mismo año, el museo ha estado ofreciendo una exhibición permanente al aire libre de los vestigios de un antiguo asentamiento, que data de los siglos v a iii a. C. Se trata de la primera exhibición de estas características en Ucrania.

## Espacios y colecciones
El Museo Arqueológico de Odesa cuenta con la colección más amplia del mundo de fuentes sobre la Antigüedad de las regiones del norte del mar Negro, con más de 170 000 piezas arqueológicas relativas a la Ucrania meridional, que cubren las actividades humanas en la región desde la Edad de Piedra a la Edad Media.
Las colecciones del museo se exhiben en diez salas repartidas en dos plantas del edificio que ocupa desde 1883. En el vestíbulo, originalmente dedicado a la gran biblioteca pública del museo, que actualmente alberga más de 33 000 libros y publicaciones, se exhibe una extensa colección de esculturas antiguas. En las dos salas principales (halls) se exponen piezas y materiales que cubren todo el período desde la aparición del hombre en esta región hasta el segundo milenio a. C. Este espacio es de gran interés antropológico por exhibir hallazgos de asentamientos y cementerios de las culturas de Cucuteni-Tripillia, varios túmulos y tesoros de la Edad del Bronce, como el Tesoro Antonivsky.
Una de las exposiciones más célebres del museo es la colección de objetos elaborados en metales preciosos, el más antiguo de los cuales data de comienzos del segundo milenio a. C. Entre ellos destacan decoraciones de cementerios escitas y sármatas, piezas halladas en tumbas nómadas medievales y objetos de artesanía eslava. El museo cuenta además con un departamento de conservación y restauración.

### Numismática
La colección de numismática del museo cuenta con unas 55 000 monedas, algunas de ellas consideradas rarezas, como las acuñadas en oro y plata en la Antigua Grecia, la Antigua Roma, Bizancio y la Rus de Kiev. Una de las piezas más destacadas de la colección es la moneda de oro de Vladimiro el Grande, una de dos halladas en Ucrania y de once conocidas en total. 

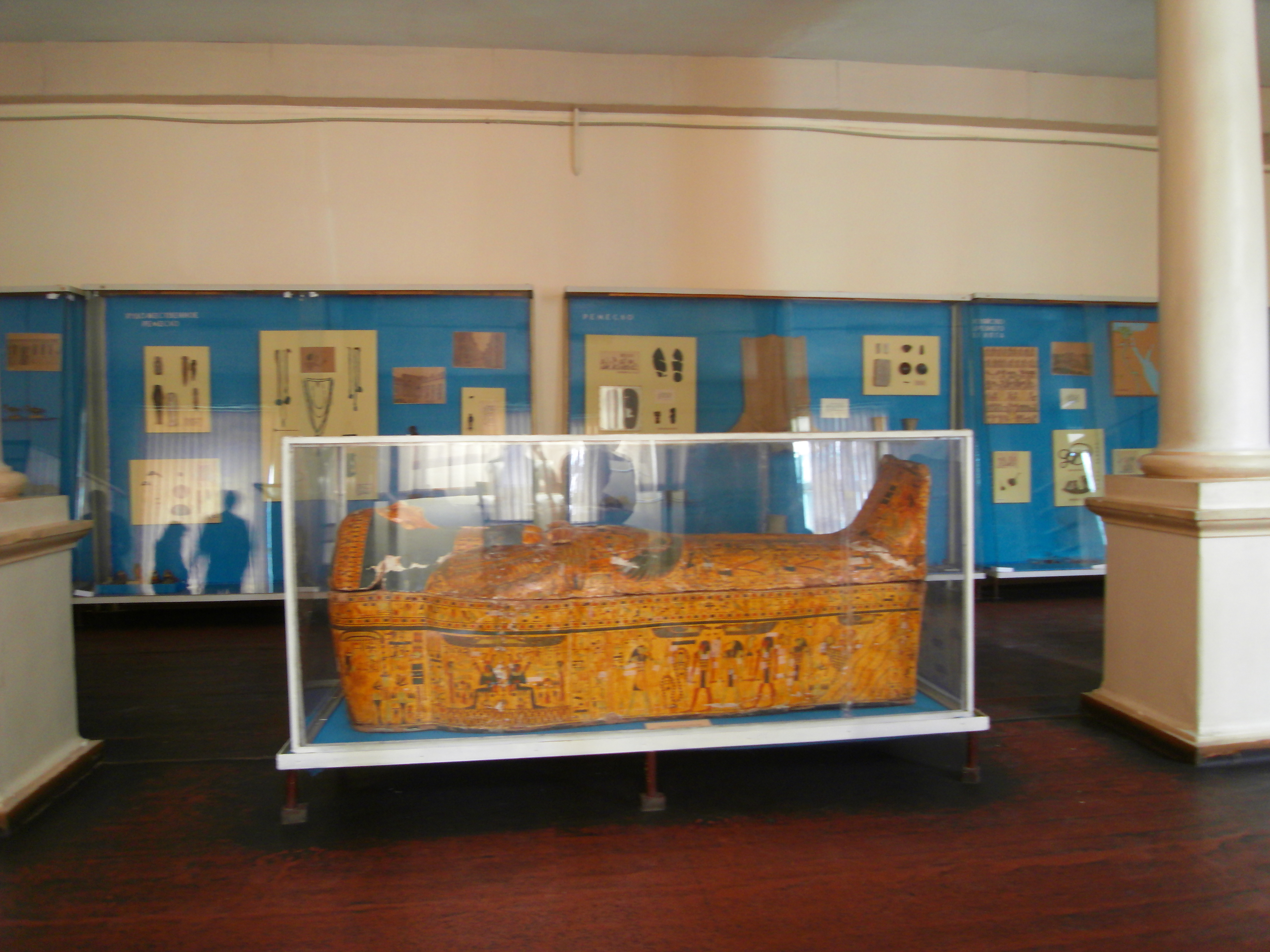
Un antiguo sarcófago egipcio

### Egiptología
Además de su especialidad en la arqueología e historia del litoral norte del mar Negro y el sur de Ucrania, el museo también cuenta con la única colección de monumentos del Antiguo Egipto del país y la tercera más grande de los países de la antigua Unión Soviética. Esta colección de piezas arqueológicas de carácter singular incluye rarezas de la Antigüedad egipcia, entre sarcófagos de madera y piedra, utensilios funerarios, losas de piedra y muy conservados fragmentos de papiro con jeroglíficos.

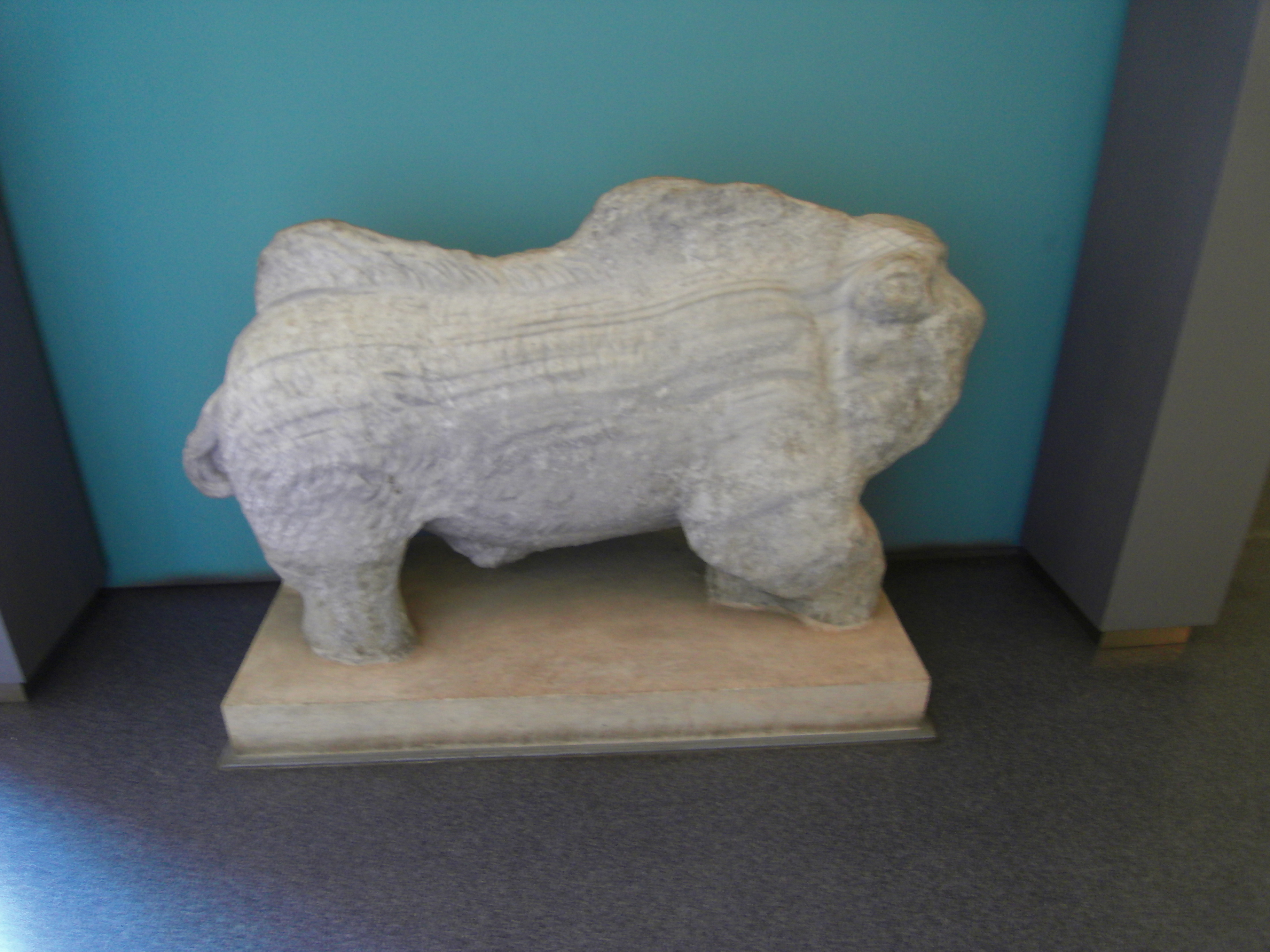
Escultura de mármol del Toro de Niconia

## Investigación y academia

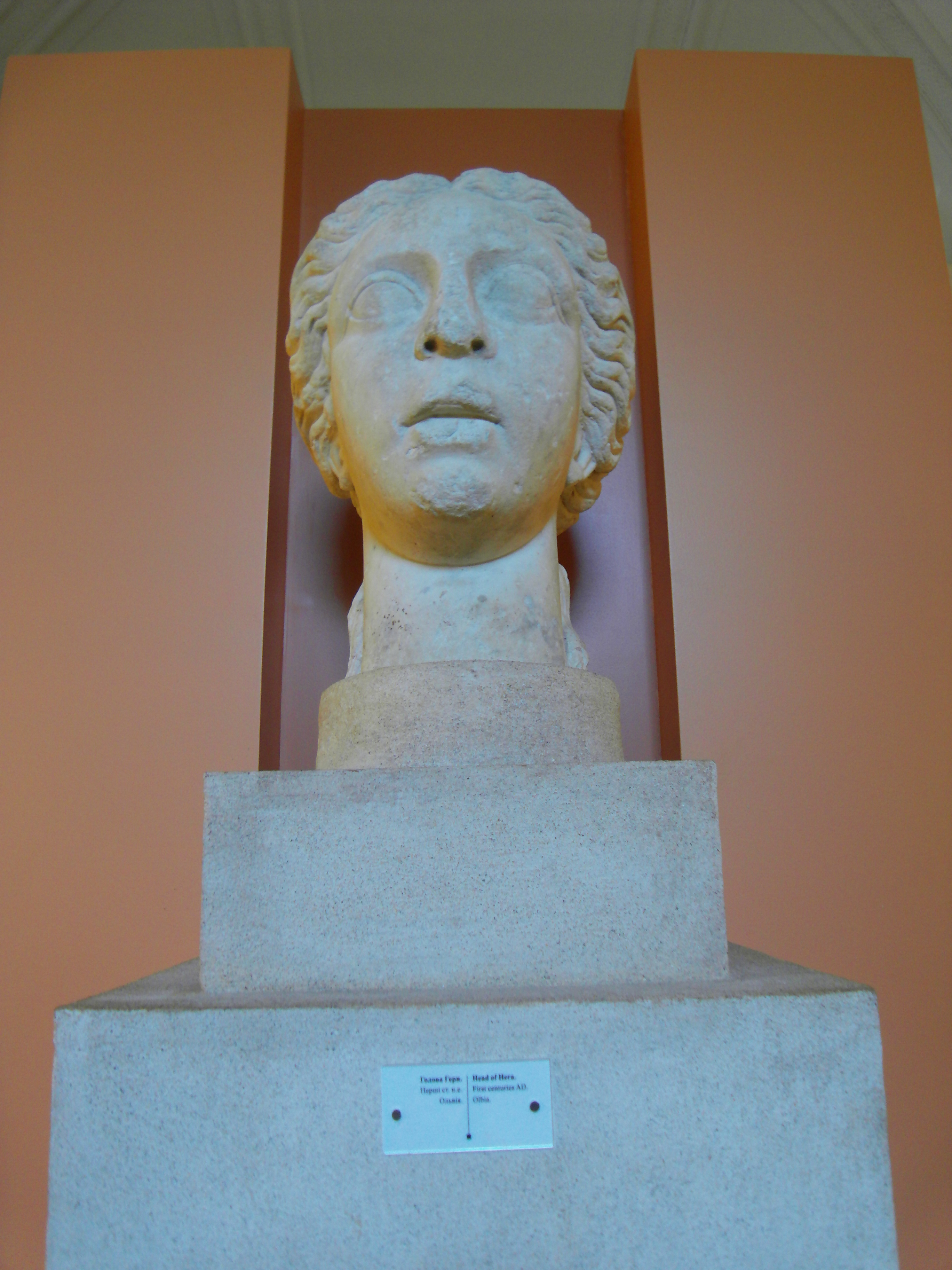
Busto de Hera (Olbia)

Más allá de sus propósitos museísticos, el museo se dedica también a la investigación arqueológica y estudio extenso de monumentos de la Edad del Cobre y la del Bronce, siendo líder en el estudio de los últimos asentamientos de la cultura de Tripilla en Usatove y Mayaki, los monumentos de la Alta Edad de Hierro en el curso inferior del Denubio (Orlivka-Kartal), la Antigüedad a orillas del Dniéster (la ciudad de Niconia) y las culturas del golfo de Odesa y el río Tylihul. 
En las primeras décadas del siglo xx, el museo ofreció un programa de posgrado, entre cuyos graduados figuraban algunos de los investigadores y arqueólogos más prominentes del país en el siglo xx. 

## Colaboraciones
La actividad científica del museo se da a conocer a través de numerosas publicaciones, y se mantienen estrechas colaboraciones con instituciones ucranianas y extranjeras, especialmente de Bulgaria, Reino Unido, Grecia, Dinamarca, Egipto, Alemania, Polonia, Rumanía y Francia. 
Aparte de la colaboración científica, el museo también participa en exhibiciones en distintos países. 

## Actualidad
En 2 de marzo de 2022, en el marco de la invasión de Rusia a Ucrania, y cara al acercamiento de las fuerzas rusas a Odesa por el mar Negro, se ha mencionado el nombre del Museo Arqueológico como un destino bajo grave amenaza de ataque.